# Staw Boćków
Staw Boćków este o arie protejată (arie de protecție specială avifaunistică — SPA) din Polonia întinsă pe o suprafață de 326,2 ha, integral pe uscat.

## Localizare
Centrul sitului Staw Boćków este situat la coordonatele 50°53′04″N 22°37′20″E / 50.8845°N 22.6221°E.

## Înființare
Situl Staw Boćków a fost declarat arie de protecție specială avifaunistică în noiembrie 2008 pentru a proteja 18 specii de animale.

## Biodiversitate
Situată în ecoregiunea continentală, aria protejată nu include niciun habitat protejat.
La baza desemnării sitului se află mai multe specii protejate de  păsări (18): pescăruș albastru (Alcedo atthis), buhai de baltă (Botaurus stellaris), chirighiță neagră (Chlidonias niger), barză albă (Ciconia ciconia), barză neagră (Ciconia nigra), erete de stuf (Circus aeruginosus), erete cenușiu (Circus pygargus), cristeiul de câmp (Crex crex), ciocănitoare de grădină (Dendrocopos syriacus), Gallinago media, stârc pitic (Ixobrychus minutus), sfrâncioc roșiatic (Lanius collurio), gușă albastră (Luscinia svecica), gaia neagră (Milvus migrans), viespar (Pernis apivorus), cresteț cenușiu (Porzana parva), cresteț pestriț (Porzana porzana), silvie porumbacă (Sylvia nisoria).